# Paralimnophila macquarie
Paralimnophila macquarie är en tvåvingeart som beskrevs av Günther Theischinger 1996. Paralimnophila macquarie ingår i släktet Paralimnophila och familjen småharkrankar. Inga underarter finns listade i Catalogue of Life.